# Grabarka (dopływ Warty)
Grabarka (lok. Sucha  Struga) — potok, lewy dopływ Warty o długości 16,50 km i powierzchni zlewni 55,07 km².
Potok płynie w województwach śląskim (gmina wiejska Lipie) i łódzkim (gmina miejsko-wiejska Działoszyn). Ciek krasowy na Wyżynie Wieluńskiej biorący początek z kilku źródeł w rejonie wsi Parzymiechy, niknący w ponorze w sąsiedztwie Kolonii Lisowice i pojawiający się w wywierzysku przy korycie Warty na wschód od Lisowic.